# Маргита (Румунија)
Маргита (рум. Marghita, мађ. Margitta) град је у Румунији. Он се налази у северозападном делу земље. Маргита је трећи по важности град округа Бихор.
Маргита је према последњем попису из 2002. године имала 17.291 становника.

## Географија
Град Маргита налази се у северном делу историјске покрајине Кришане, око 55 km североисточно до Орадее, обласног и окружног средишта.
Маргита се налази на источном ободу Панонске низије, на приближно 140 m надморске висине. Источно од града диже се подгорина планине Бихор.

## Становништво
У односу на попис из 2002, број становника на попису из 2011. се смањио.
| 1977.  | 1992.  | 2002.  | 2011.  |
| ------ | ------ | ------ | ------ |
| 14.589 | 19.071 | 18.650 | 15.770 |

Румуни чине већину становништва Маргите (53%), а присутни су и Мађари (43%) и Роми и Словаци (4%). Мађари су почетком 20. века чинили готово целокупно градско становништво. До средине 20. века у граду су били присутни и Јевреји.